# Duncormick
Duncormick (auch: Duncormac, irisch Dún Chormaic, deutsch: Cormacs Festung) ist ein Dorf im County Wexford im Südosten der Republik Irland unmittelbar an der Irischen See. 2022 zählte die Ortschaft 191 Einwohner.

## Lage
Duncormick liegt etwa 18 Kilometer südöstlich (Luftlinie) von Wexford am River Muck. Die R736 führt von hier nach Wellingtonbridge und über Tagoat nach Rosslare Harbour. 

## Geschichte
Der Name deutet auf eine Burg eines Cormac hin. Im 6. Jahrhundert soll ein Cormac Mac Diarmata König von Leinster gewesen sein.
1169 kam es hier kurz vor der Belagerung von Wexford zum Gefecht von Duncormick, als die normannische Armee von den Iren aufgehalten wurden. Über das Gefecht ist nur wenig bekannt.
Im August 1940 griff ein deutscher Bomber die Orte Campile und Duncormick an. In Duncormick verfehlten die Bomben ihr Ziel (vermutlich den Bahnhof von Duncormick). 

## Persönlichkeiten
- Els Dietvorst (* 1964), belgische Künstlerin (ursprünglich aus Capellen), die hier seit 2010 lebt

## Sehenswürdigkeiten

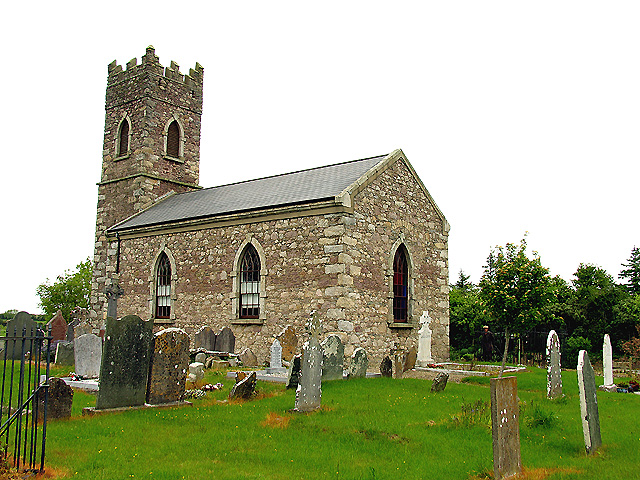
Kirche von Duncormick
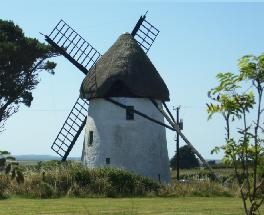
Windmühle

- Kirche von Duncormick
- Windmühle